# Astragalus erinifolius
Astragalus erinifolius är en ärtväxtart som beskrevs av Carlos Pau. Astragalus erinifolius ingår i släktet vedlar, och familjen ärtväxter. Inga underarter finns listade i Catalogue of Life.